# Lommelærke
En lommelærke er en lille flaske til spiritus, der kan være i en lomme.

## Beskrivelse
Lommelærker er traditionelt blevet fremstillet af tin, sølv eller sågar glas, mens de fleste moderne lommelærker er fremstillet i rustfrit stål. Nogle moderne lommelærkere fremstilles dog af plastik, for at undgå at blive fundet med metaldetektorer.
De kan variere i størrelsen, men er ofte kurvede, så de kan smyge sig omkring bærerens bryst eller lår både for komfort og så den ikke ses så tydeligt. Nogle flasker har en prop, der er monteret på en lille arm, der sidder fast på flasken, således at den ikke bliver væk, når den skrues af.

## Historie
Lommelærker begyndte at dukke op i 1700-tallet, hvor de i første omgang blev brugt blandt adelige og andre i de højere samfundslag.
Allerede i middelalderen havde man dog haft frugt-flasker med alkohol. I 1700-tallet smuglede kvinder gin ombord på krigsskibe i små flasker skjult i deres strutskørter. Under forbudstiden i USA var lommelærker ligeledes populære til at skjule alkohol, og i Indiana blev salget af lommelærker og cocktailshakere forbudt.
Antikke lommelærker, særligt dem af sølv, er eftertragtede samlerobjekter.

## Lovlighed
Mange steder i USA har love som forbyder at bære åbne beholdere med alkohol i offentligheden, hvilket inkluderer lommelærker, både båret på ens egen person eller i en køretøj. 
Både i Danmark og Storbritannien er der ingen regler for brugen af lommelærker.

## I populærkultur
Lommelærker har optrådt regelmæssigt i komedieer, delvist fordi den tillader brugeren at drikke alkohol i situationer, hvor en flaske spiritus ikke ville kunne gå an. Dette inkluderer serien Two and a Half Men, hvor Charlie Harper (Charlie Sheen) drikker alkohol af en lommelærke under en begravelse. Lommelærker optræder også ved enkelte lejligheder i The Simpsons, hvor Homer Simpson drikker af den, og sågar i visse situationer lader Bart drikke af den. I de tidlige sæsoner af Family Guy bærer Brian Griffin også en lommelærke. I Rick and Morty drikker Rick Sanchez jævnligt af en lommelærke. I tv-serien Lucifer bærer titelkarakteren Lucifer Morningstar ofte en lommelærke